# Arára (Pará)
Els arára, també anomenats arára do Pará o ukarãngmã són un poble indígena, que viu a l'estat de Pará, Brasil. Són coneguts pel seu progrés en la guerra i les pràctiques de manteniment de trofeus, així com per la seva capacitat d'interacció i acomodació de pobles no nadius. Mantingueren una existència nòmada i sovint es casaven amb membres d'altres tribus. Habiten a les terres indígenes Arara i Cachoeira Seca do Iriri. L'assentament més gran dels arára és el poble de Laranjal.

## Història
Els arára han estat en contacte amb persones alienes des de la dècada de 1850. Van tenir trobades pacífiques amb forasters al llarg del riu Xingu i del riu Iriri. Des del 1889 fins al 1894, van ser assetjats pels cautxers.

## Llengua
Els arára parlen arára de Pará, també coneguda com a ajujure, que és una llenguja carib. El seu codi lingüístic ISO 639-3 és "aap". Uns pocs arára també parlen portuguès brasiler.